# Millbrook, Illinois
Millbrook là một làng thuộc quận Kendall, tiểu bang Illinois, Hoa Kỳ. Năm 2010, dân số của làng này là 335 người.

## Dân số
Dân số qua các năm:
- Năm 2000: người.
- Năm 2010: 335 người.